# Beko
Beko (стилизовано као beko) је турски бренд беле технике и електронике компаније Arçelik A.Ş. 

## Историја
Beko су Вехби Коч, оснивач Koç Holding-а и Леон Бејерано у Истанбулу1954. Име компаније је комбинација прва два слова презимена оснивача, Бејерано и Коч .
2004 Beko је купио немачку компанију за електронику Grundig и до јануара 2005., Beko и његов ривал, турски бренд електронике и беле технике Vestel, чинили су више од половине свих телевизора произведених у Европи. 
У априлу 2010. године, одељење за електронику компаније Beko променило је име у Grundig Elektronik A.Ş. 
Beko је почео да продаје своје производе у Египту 2014. и, у јуну те године, компанија је ажурирала свој лого. 

## Производи
Beko је јефтин бренд у неким земљама и наставља да се користи за бројне компаније Arçelik A.Ş. производи као што су телевизори, фрижидери, машине за прање веша и машине за прање судова. 

## Инциденти
Неки Beko производи представљали су безбедносни ризик за потрошаче који су их купили. Мишел Молони је 2016. пронађена мртва због квара на машини за сушење веша марке Beko која се запалила. Beko је покушао да тврди да је квар који је довео до смрти био „трагичан и изолован инцидент“.  Међутим, машина за сушење DCS 85W коју је користила Молони већ је била одговорна за око двадесет пожара у Великој Британији. Шеф контроле квалитета компаније Beko, Ендру Малин, такође је открио да су мањи модели у асортиману већ повучени због стотина безбедносних инцидената. 

## Спонзорства
Beko је био званични спонзор турске, италијанске и литванске премијер лиге у кошарци, као и Светског првенства у кошарци ФИБА 2014. у Шпанији.  Beko је партнер шпанског фудбалског клуба Барселона  од 2014. и турског фудбалског клуба Бешикташ  (претходно је био њихов спонзор дресова од 1988. до 2004.) и туркменског фудбалског клуба ФК ХТТУ.  Штавише, био је један од највећих оглашивача у енглеској Премијер лиги од 2008. и званични спонзор ФА купа.  Beko је спонзорисао Милвол у сезони 2005–06 . 
Између 2016. и 2020., Beko је био главни спонзор Националне нетбол лиге Новог Зеланда .  
Beko је главни спонзор ОК Лубе Мачерата. 

## Бивши логотипи
- Beko лого (1955–1986)
- Лого (1986–1993)
- Лого (1993–2014)